# Lycus lecontei
Lycus lecontei är en skalbaggsart som beskrevs av Green 1949. Lycus lecontei ingår i släktet Lycus och familjen rödvingebaggar. Inga underarter finns listade i Catalogue of Life.